# Asari-Toru
Asari-Toru è una delle ventitré aree a governo locale (local government areas) in cui è suddiviso lo stato di Rivers, nella Repubblica Federale della Nigeria. 

Si estende su una superficie di 113 km² e conta una popolazione di 220.100 abitanti.